# Paul Sauer Bridge
Die Paul Sauer Bridge, auch Storms River Bridge, ist eine Straßenbrücke, die auf der Garden Route an der südafrikanischen Nationalstraße N2 bei dem Ort Stormsrivier in der Provinz Ostkap die Schlucht des Storms River überquert. Sie ist 583 km von Kapstadt und 166 km von Port Elizabeth entfernt. Benannt ist sie nach Paul Olivier Sauer (1898–1976), einem langjährigen Minister der Nasionale Party.

## Bau
Die Brücke ist neben der Bloukrans Bridge (1984) und der Van Stadens Bridge (1971) eine der drei großen Betonbogenbrücken im Verlauf der N2.
Die Paul Sauer Bridge wurde von 1954 bis 1956 nach den Plänen des italienischen Ingenieurs Riccardo Morandi gebaut. Die 192 m (630 ft) lange Bogenbrücke überquert die tief eingeschnittene Schlucht des Storms River in einer Höhe von 123,4 m (405 ft). Ihr aus einem Stahlbeton-Hohlkasten bestehender Bogen hat eine Spannweite von 100,6 m (330 ft).
Die Fahrbahntafel wird nicht, wie meist üblich, durch senkrechte Stützen aufgeständert, sondern durch je drei dünne Streben, deren obere und untere Enden entlang der Fahrbahntafel bzw. auf dem Bogen immer den gleichen Abstand haben. Dadurch werden die Streben mit zunehmendem Abstand vom Brückenscheitel immer weiter nach außen geneigt. Zum Ausgleich sind die außerhalb des Bogens am Hang der Schlucht stehenden Streben leicht zur Brücke geneigt – mit nach außen abnehmender Neigung.
Die Bögen wurden, gestützt auf Hilfsstützen, zunächst nur bis zum Fußpunkt der zweiten Streben betoniert. Der Rest der Bögen wurde, annähernd senkrecht stehend, auf dort angebrachten Gelenken betoniert. Anschließend wurden diese Abschnitte gleichzeitig zur Bogenmitte hin abgelassen, bis sie sich dort trafen und gegenseitig abstützten. Morandi hatte unmittelbar zuvor bei einer nahe bei Vagli Sotto in der Provinz Lucca gebauten und inzwischen Ponte Morandi genannten Fußgängerbrücke mit 70 m Spannweite je eine Hälfte des Bogens auf eine in der Bogenmitte errichtete Hilfsstütze abgelassen. Für die Storms River Bridge hat er dieses Verfahren weiterentwickelt und vereinfacht. Es wurde von Luis Sáenz Duplace 1959 bei der Puente de Bacunayagua in Kuba mit der Melan-Bauweise kombiniert, später von BUNG-Ingenieure beim Bau der Argentobelbrücke (1983–1986) eingesetzt und wird in der Volksrepublik China häufiger verwendet.
Einige Jahre später hat Morandi die ähnliche, jedoch weit größere Ponte Bisantis im italienischen Catanzaro entworfen.
Die Paul Sauer Bridge wurde 1986 saniert.

## Einzelnachweise

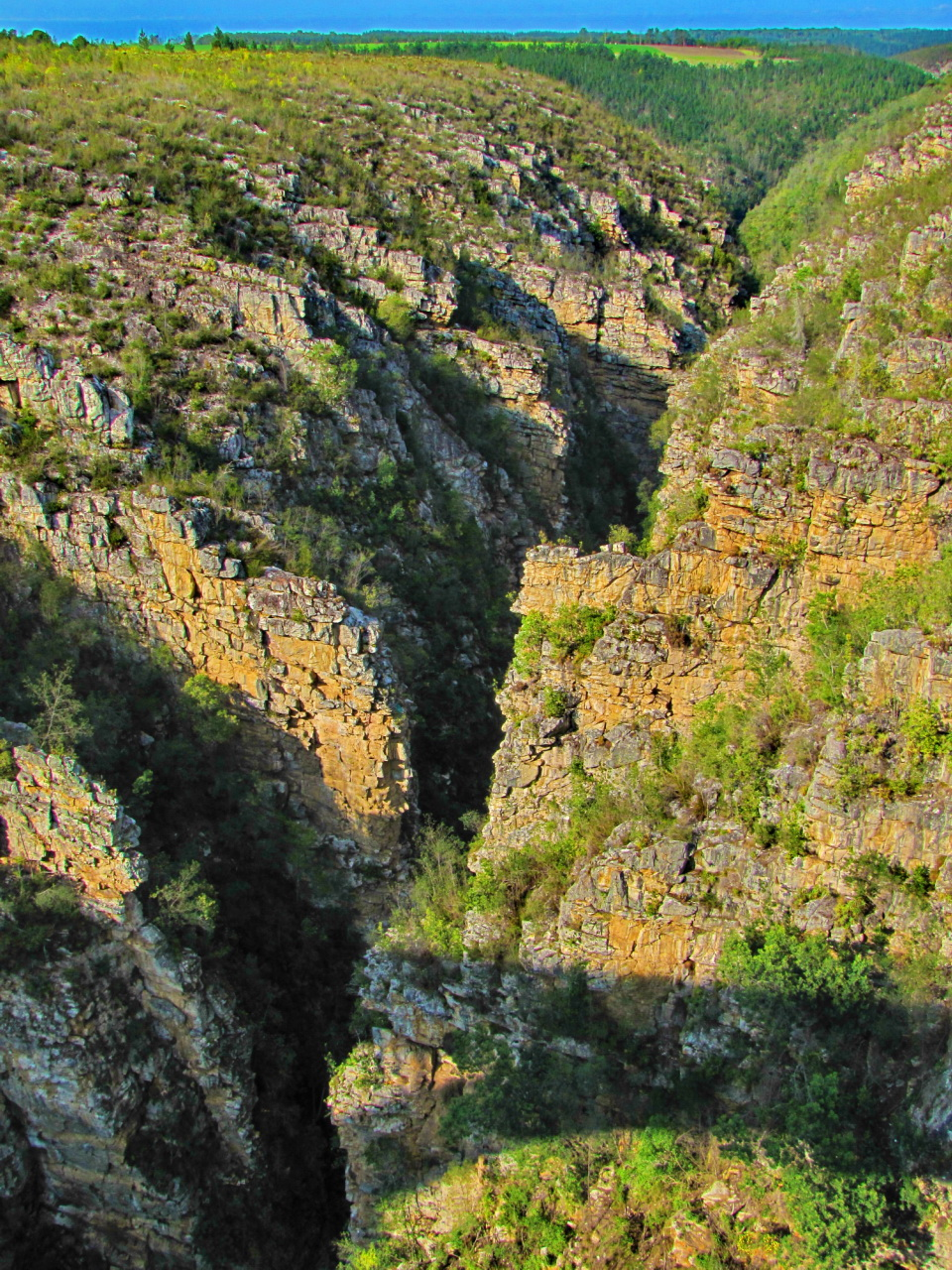
Der Schatten der Brücke über der Schlucht des Storms River